# Nürnberger Platz (metrostation)
Nürnberger Platz is een voormalig station van de metro van Berlijn. Het metrostation bevond zich onder het gelijknamige plein in het Berlijnse stadsdeel Wilmersdorf. Het station werd geopend op 12 oktober 1913 aan het eerste deel van de Wilmersdorf-Dahlemer U-Bahn, de huidige lijn U3. Met de opening van het slechts 200 meter verderop gelegen station Spichernstraße sloot station Nürnberger Platz voorgoed zijn deuren; de laatste treinen stopten er op 1 juni 1959.

## Geschiedenis
In de zomer van 1907 stelde het metrobedrijf, de Hochbahngesellschaft, de toen nog zelfstandige stad Wilmersdorf voor een metrolijn over haar grondgebied aan te leggen. Het ging om een aftakking van het stamtracé (tegenwoordig U1/U2) tot de Nürnberger Platz en, als Wilmersdorf daarvoor zelf de kosten op zich zou nemen, van daar verder naar de Breitenbachplatz. De slecht ontsloten gemeente Wilmersdorf, die al langer metrowensen koesterde, nam het aanbod gretig aan. Het korte eerste deel van de lijn was eigendom van de Hochbahngesellschaft, die het station aan de Nürnberger Platz liet ontwerpen door haar huisarchitect, de Zweed Alfred Grenander. De overige stations op de Wilmersdorfse lijn bouwde de stad daarentegen in eigen beheer en werden ontworpen door Wilhelm Leitgebel. Het uiterlijk van station Nürnberger Platz leek sterk op dat van metrostation Uhlandstraße (aan de huidige U1), dat tegelijkertijd werd gebouwd en eveneens van de hand van Grenander is. De noordelijke toegang tot het station werd echter gecreëerd door Leitgebel en weerspiegelde de ook in zijn andere stations te vinden luxueus gedecoreerde architectuur die als visitekaartje voor het goedburgerlijke Wilmersdorf moest dienen.
Tijdens de Tweede Wereldoorlog werd het station tweemaal getroffen door bombardementen. In de nacht van 23 op 24 augustus verwoestte een bom een deel van het dak, eind januari 1944 veroorzaakte een in de omgeving ontploffende bom zware schade aan een van de toegangen.
Toen men in de jaren 1950 de nieuwe metrolijn G, de huidige U9, aanlegde, werd een overstapstation nodig op de plek waar deze de lijn naar Dahlem kruiste. Bij de samenkomst van de Spichernstraße en de Bundesallee bouwde men daarom een nieuw station, dat op 2 juni 1959 in dienst kwam. Aangezien de afstand tot station Nürnberger Platz te klein was, werd het station gesloten. Hierdoor was er op de huidige U3 een voor de binnenstad te grote stationsafstand van ruim 1100 meter ontstaan; om dit te compenseren voegde men tussen Spichernstraße en Wittenbergplatz het nieuwe station Augsburger Straße in, dat zijn deuren opende op 8 mei 1961. Van het station Nürnberger Platz is tegenwoordig niets meer te zien; op de plek waar het metrostation ooit lag bevindt zich nu een aantal keer- en opstelsporen.